# Praia do Dentinho
A Praia do Dentinho pertence à cidade de Araruama, estado do Rio de Janeiro, Brasil, esta Praia é caracterizada por ser agitada e com muitas ondas, ideal para a prática do surf, banho, passeio de barco, lancha e iate.